# Joachim Stutschewsky

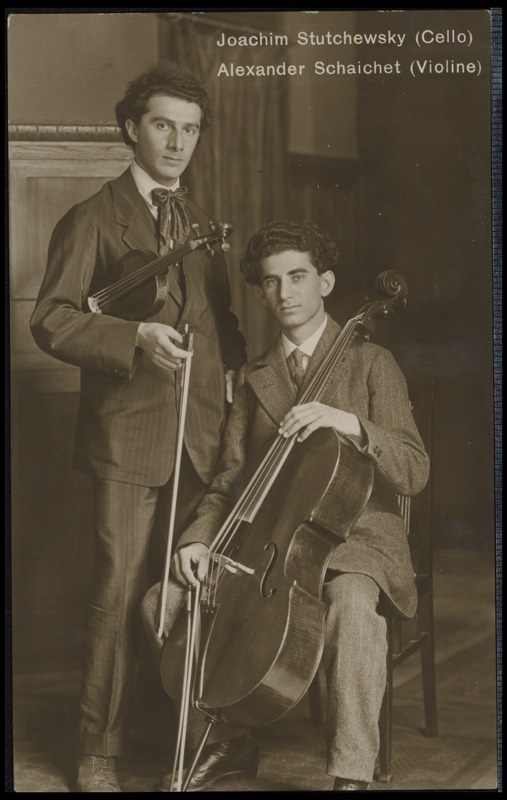
Joachim Stutschewsky mit Alexander Schaichet

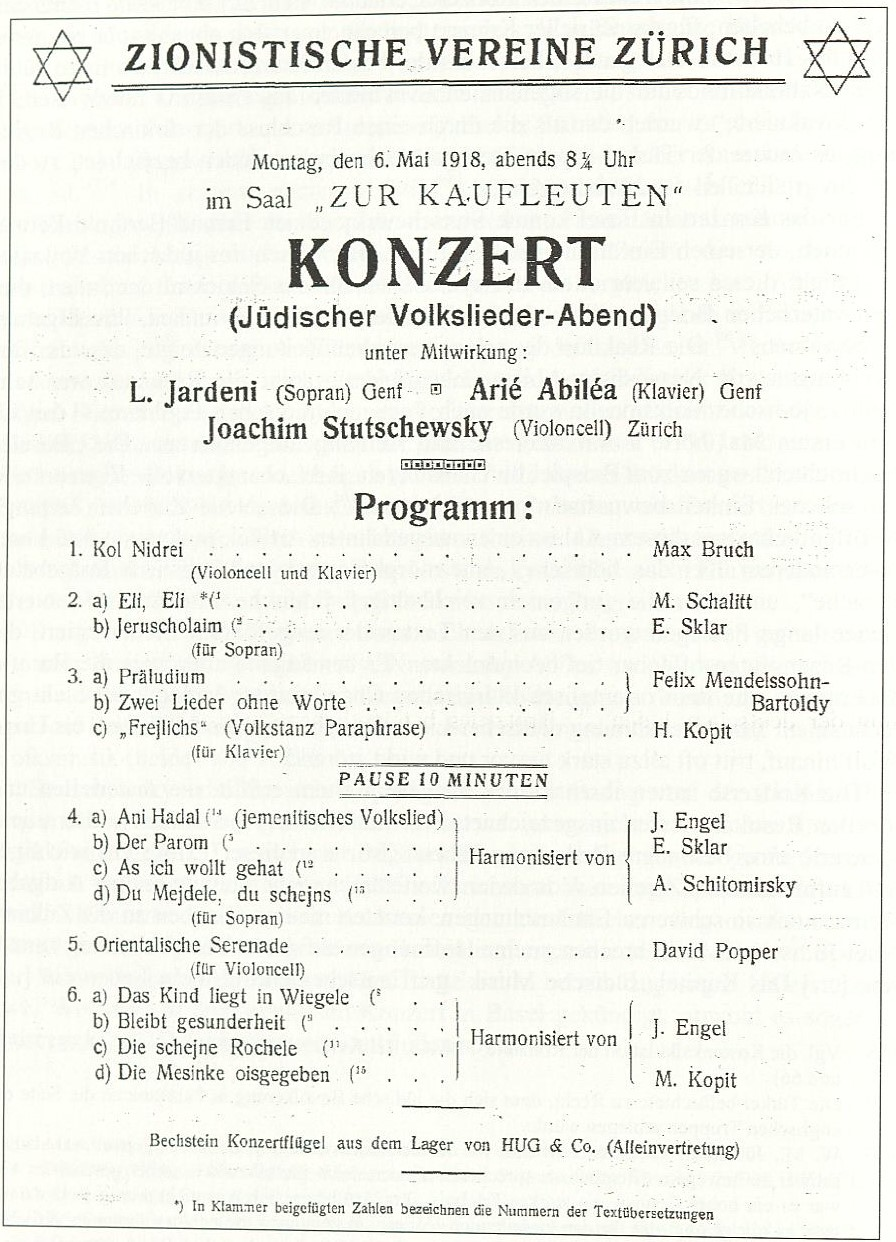
Konzert in Zürich (1918)

Joachim Stutschewsky, eigentlich Yehoyachin Stutschewsky, (hebräisch יהויכין סטוצ'בסקי, russisch Иоахим Стучевский; * 26. Januarjul. / 7. Februar 1891greg. in Romny in der Oblast Poltawa, Russisches Reich; † 14. November 1982 in Tel Aviv) war ein russisch-israelischer Cellist, Komponist und Musikwissenschaftler.

## Leben
Sein Vater, Kalmen-Leyb Stutschewsky, entstammte einer Familie jüdischer Spielleute (Klezmorim), war Klarinettist und leitete das Familienorchester im Poltawa-Distrikt in der Ukraine. Schon im Kindesalter erhielt er Geigenunterricht, wechselte aber mit elf Jahren zum Cello. Schon ein Jahr später spielte er im Orchester der Stadt Nikolajew und trat auch solistisch auf. 1909 bis 1912 studierte er am Königlichen Konservatorium der Musik zu Leipzig bei Julius Klengel und wurde Mitglied des Jenaer Streichquartetts.
Danach lebte er von 1914 bis 1924 in Zürich und interessierte sich im Umfeld zionistischer Kreise erstmals für jüdische Musik. Darunter wurde nicht die Musik der großen jüdischen Komponisten wie Meyerbeer, Mendelssohn, Halévy oder Mahler verstanden, sondern die Musik zur „[…] Erhaltung und Wahrung der jüdischen Besonderheiten im Kunstschaffen, um das Recht auf ein Gestalten der jüdischen Seinsart und um Respektierung des eigenen Schaffensbedürfnisses: Nicht um Musik von Juden, sondern um jüdische Musik.“ Grundlage dieser Neuen Jüdischen Schule in der Musik war die musikalische Tradition des Ostjudentums aus Alltag und Synagoge.
Stutschewsky erteilte Privatunterricht und gab in der Schweiz viele Konzerte, wo er neben zeitgenössischer Musik auch jüdische Musik für ein nichtjüdisches Publikum spielte. Ab 1924 war er in Wien (1928: Grosse Neugasse 2, 1934: Belvederegasse 10/11) ansässig und gründete mit Rudolf Kolisch, Fritz Rothschild (Geige) und Marcel Dick (Viola) das Wiener Streichquartett, und mit dem Pianisten Friedrich Wührer das Wiener Duo. Mit diesen Ensembles widmete er sich vor allem Kompositionen der Zweiten Wiener Schule. Darüber hinaus setzte er sich nachhaltig für die jüdische Musik ein und arbeitete im Verein zur Förderung jüdischer Musik mit. Er organisierte in Wien und vielen europäischen Ländern Konzerte mit dieser Musik und war führend im Verein zur Förderung jüdischer Musik tätig. Er spannte ein umfangreiches Netzwerk jüdischer Musikorganisationen, womit er Wien zum internationalen Zentrum für jüdische Musikgesellschaften machte. Er veröffentlichte zahlreiche Abhandlungen über jüdische Musik und Musiker der Neuen Jüdischen Schule, die Beziehung zwischen jüdischer Musik und anderen Musikkulturen. 1936 erschien in Wien eine Sammlung von Aufsätzen unter dem Titel Mein Weg zur jüdischen Musik. So wurde er zum wichtigsten Theoretiker und Vermittler der Neuen Jüdischen Schule.
Sein in den 1930ern erschienenes vierbändiges Werk Das Violoncellspiel, von Casals und Feuermann hochgeschätzt, wurde an der Juilliard School in New York und am Curtis Institute of Music in Philadelphia wie auch in der Sowjetunion zum Standardlehrbuch.
Wenige Tage vor dem Anschluss Österreichs an das Deutsche Reich 1938 floh Stutschewsky in die Schweiz, wo er auf die Unterstützung zahlreicher Förderer zählen konnte. Von dort emigrierte er weiter nach Palästina. Er wurde Musikbeauftragter des jüdischen Nationalrats und organisierte Konzerte in Tel Aviv. Er bereiste fast das ganze Land und hielt Vorträge über jüdische und chassidische Musik, die er mit seinem Cellospiel untermalte. Darüber hinaus veröffentlichte er Abhandlungen zur Entwicklung der israelischen Musik und leistete eine umfangreiche Sammeltätigkeit auf dem Gebiet des chassidischen Liedgutes. Er betätigte sich wieder vermehrt als Komponist und verarbeitete in seiner zweiten Schaffensperiode nunmehr auch Volksmusik jemenitischer und sephardischer Juden.
Heute bildet sein Nachlass eine der größten Sammlungen des Archivs für Israelische Musik im Felicja Blumenthal Music Center in Tel Aviv.
Stutschewsky war zweimal verheiratet:
Regina (Rewekka, „Wecki“) Schein (Cellistin; 1908 Zürich – 1999 London) 
Julia Bliudz  (Sängerin, 25. Oktober 1908 Zarskoje Selo – ?).

## Auszeichnungen (Auswahl)
- 1963  Piatigorsky-Preis der New Yorker Violoncello-Society
- 1966 Ehrenpreis der Stadt Tel Aviv
- 1973 Israel Philharmonic Orchestra-Preis

## Werke (Auswahl)
Schriften
- Studien zu einer neuen Spieltechnik auf dem Violoncell. Verlag Schott, Mainz 1927–1929.
- Das Violoncellspiel. Systematische Schule vom Anfang bis zur Vollendung. Verlag Schott, Mainz 1932–1937.
- Mein Weg zur Jüdischen Musik. Jbneh-Verlag, Wien 1936.
- Die Folklore der Juden Osteuropas. Tel Aviv 1958 (in Hebräisch).
- Jüdische Spielleute (Klezmorim). Tel Aviv 1959 (in hebr. Übersetzung).
- Hassidic Tunes, Collected and Edited by J. Stutschewsky, 3 Bde., Tel Aviv 1970–1973.
- Der Lebenspfad eines jüdischen Musikers. Ein Leben ohne Kompromisse (1944–76) Tel Aviv 1977 (in hebr. Übersetzung).
- Der Wilnaer Balebessel. Texte und Briefe. Herausgegeben von Silja Haller, Antonina Klokova, Jascha Nemtsov und Sophie Zimmer. Wiesbaden 2013 (Jüdische Musik, Band 13)
- Hunderte Fachartikel in deutscher und hebräischer Sprache.

Kompositionen
- 13 jüdische Volksweisen für Violine (oder Violoncello) und Klavier (1924)
- Palästinensische Skizzen für Klavier (1931)
- Trois pièces hébraïques (Kinah – Méditation Chassidique – Freilachs) für Cello und Klavier (1933/34)
- Suite für Violine und Klavier in vier Sätzen (1940)
- Duo für Violine und Violoncello in vier Sätzen (1940)
- „Israelische Suite“ für Cello und Klavier (1942)
- Drei Improvisationen für Flöte und Klavier (1943)
- „Israelische Landschaften“ (Galiläa – Negev – Jerusalem – Emek) für Klavier (1950)
- „Lieder der strahlenden Trauer“ Kantate für Sprecher, Mezzosopran, Bariton, Gesangs- und Sprechchor und Orchester (1958)
- Safed, Symphonische Dichtung (1960); UA: IPO, Paul Kletzki
- „Im Spiegel durch 24 Stunden“ Kantate für Sprecher, Sopran, Tenor und Instrumente (1960)
- Suite Israel für Orchester (1964)
- „Three for Three“ für drei Violoncelli (1967)
- Kol Nidrei, für Bratsche und Klavier (1972)
- Chassidische Fantasie für Klarinette, Violoncello und Klavier (1972)
- Chassidic Suite für Violoncello und Klavier (1969)
- Zahlreiche Lieder
- Zahlreiche Bearbeitungen, Transkriptionen und Arrangements von Werken anderer Komponisten für Violoncello und Klavier

## Tonträger
- In Hassidic Mood. Joachim Stutschewskys Compositions for cello and piano. Emanuel Gruber, Violoncello, Michael Boguslavsky, Klavier. 1993, Barcode 1089-9202.
- Eli Zion – from St. Petersburg to Jerusalem. Mit Werken von Joachim Stutschewsky u. a. David Geringas, Violoncello; Jascha Nemtsov, Klavier. 2005, hänssler CLASSIC / SWR.
- Die Neue Jüdische Schule: St. Petersburg – Moskau – Berlin – Wien. Werke von Joachim Stutschewsky u. a.: Helene Schneiderman, Mezzosopran; Ingolf Turban, Violine; Tabea Zimmermann, Viola; Jascha Nemtsov, Klavier. hänssler CLASSIC / SWR 2001 (Doppel-CD).

## Dokumente
Briefe von Joachim Stutschewsky befinden sich im Bestand des Leipziger Musikverlages C.F.Peters im Staatsarchiv Leipzig.